# 蘇爾尤
蘇爾尤，是愛沙尼亞派爾努縣薩爾德市镇内的村庄，位於該國西南部，曾是原蘇爾尤市镇的行政中心，處於首都塔林以南130公里，海拔高度10米，2011年該城鎮人口271。
58°14′N 24°43′E / 58.233°N 24.717°E